# Stadthaus (Leipzig)

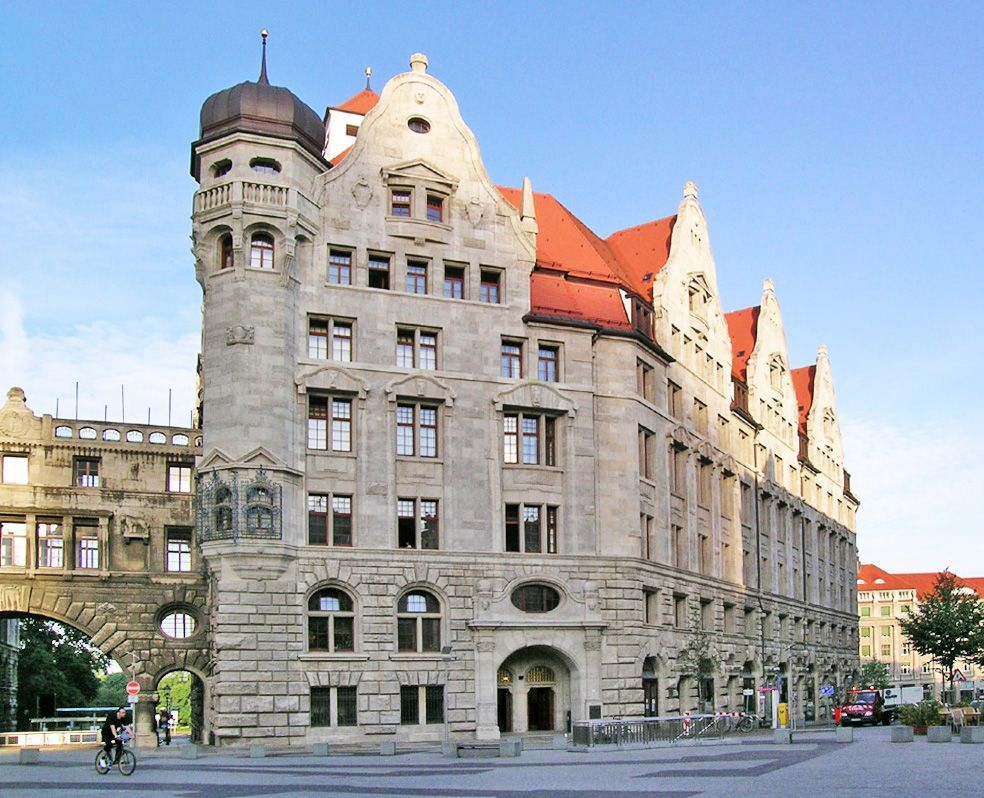
Stadthaus Leipzig

Baustelle des Stadthauses (1909)

Das Stadthaus ist seit 1912 Sitz eines Teils der Leipziger Stadtverwaltung. Es befindet sich innerhalb des Leipziger Innenstadtrings direkt nördlich des Neuen Rathauses am Burgplatz.
Bereits beim Bau des Neuen Rathauses bestanden Pläne, die Raumanzahl durch einen angegliederten Erweiterungsbau zu erhöhen. So wurde in den Jahren 1908 bis 1912 nach den Plänen des Leipziger Stadtbaurats Hugo Licht, der auch das benachbarte Neue Rathaus gebaut hatte, in ähnlicher, jedoch nüchterner Gestaltung (Ziegelmauerwerk mit Verblendern in Muschelkalkstein) ein sogenanntes „Stadthaus“ erbaut. Beide Gebäude trennt die Lotterstraße, über diese hinweg sind sie durch einen zweigeschossigen Brückenbau (im Volksmund „Beamtenlaufbahn“ genannt) miteinander verbunden.
Das siebengeschossige Stadthaus mit seinem unregelmäßigen fünfseitigen Grundriss nimmt das Areal Burgplatz 1, Martin-Luther-Ring 8–8a und Markgrafenstraße 3 mit einer Gesamtfläche von 7.695 m² ein. Es weist mehr als 300 Räume auf, darunter auch das Leipziger Standesamt. Der große und der kleine Trausaal werden seit 1911 genutzt. Diese Räume besitzen einen gesonderten repräsentativen Zugang vom Martin-Luther-Ring aus. Außerdem sind die beiden holzgetäfelten Eheschließungszimmer besonders künstlerisch ausgestaltet, auf dem Flur davor befindet sich ein Wandbrunnen aus poliertem Juramarmor mit dekorierter Kachelverkleidung.
Das Stadthaus wurde am 16./17. April 1945 durch Bomben stark beschädigt, das in der nordwestlichen Ecke direkt angrenzende Gebäude der Kurzwarengroßhandlung Berger & Voigt (Martin-Luther-Ring 10 Ecke Markgrafenstraße) wurde komplett zerstört. Hier entstand ein elfstöckiges Büro- und Geschäftshaus mit dem Namen Trias, das im Juni 2014 fertiggestellt wurde.